# کریس سابین
کریس سابین (انگلیسی: Chris Sabin؛ زادهٔ ۴ فوریهٔ ۱۹۸۲) کشتی‌گیر کشتی حرفه‌ای اهل ایالات متحده آمریکا است.